# Snatterpinnar

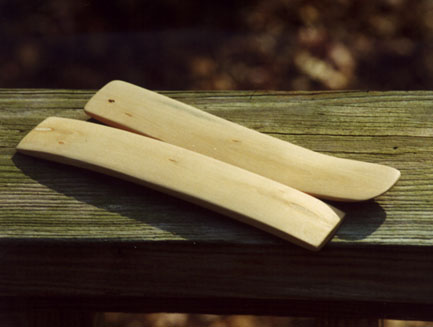
Snatterpinnar tillverkade av lönn

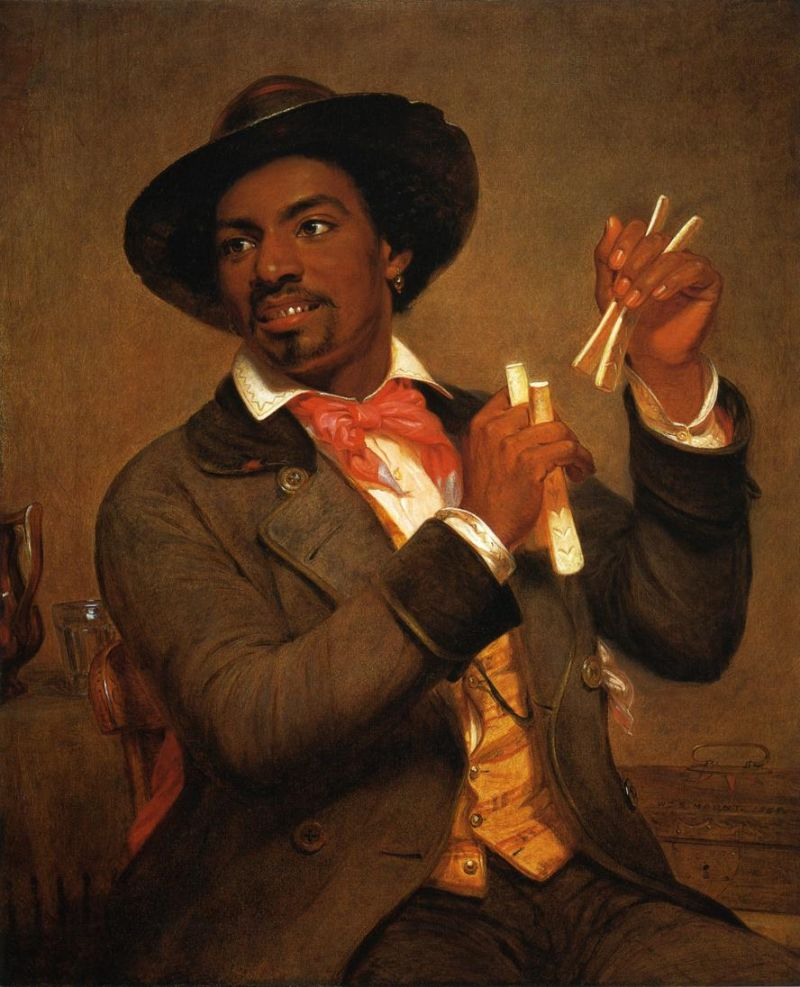
The Bone Player av William Sidney Mount, 1856.

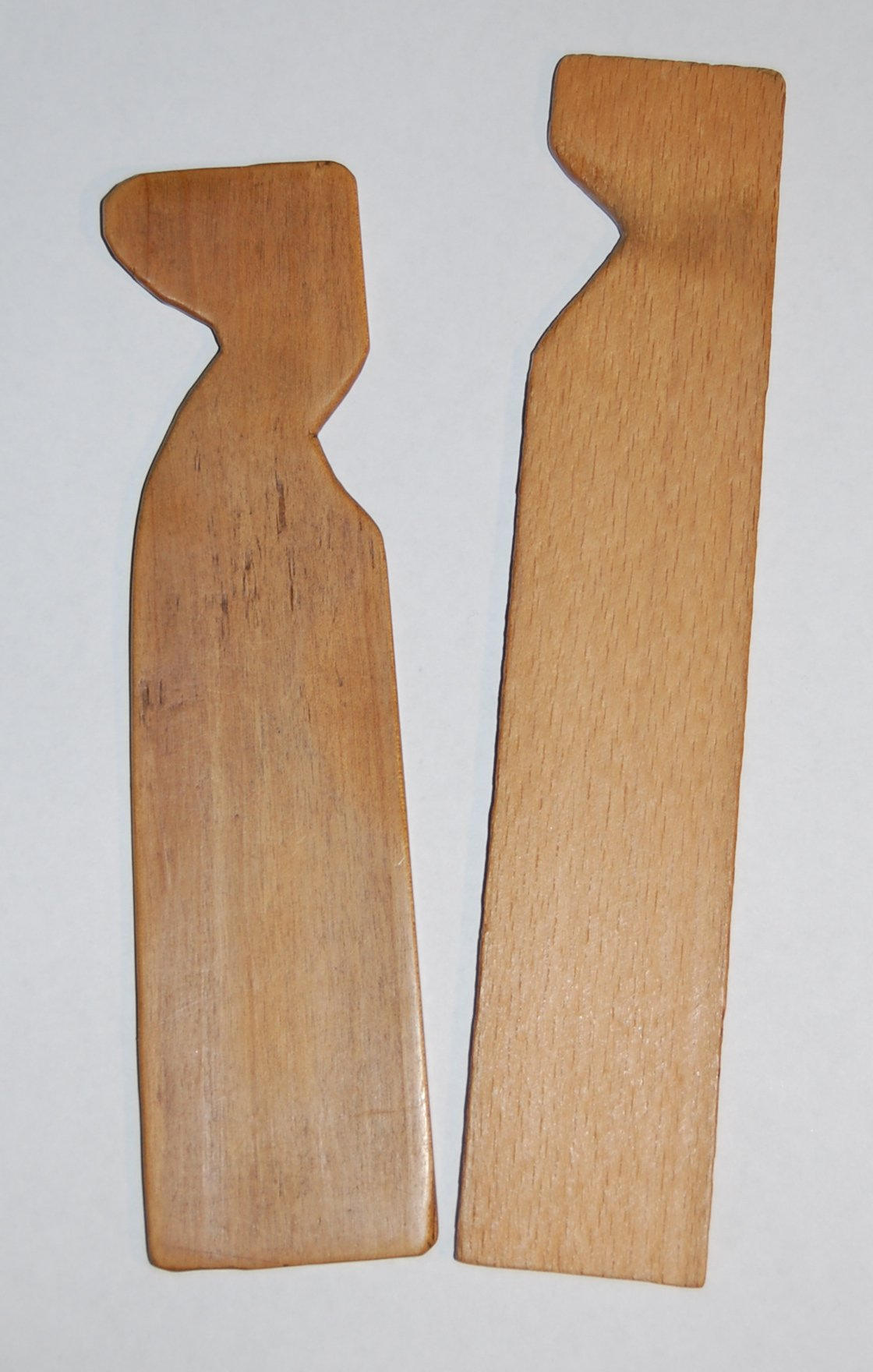

Snatterpinnar eller bones är ett enkelt slagverksinstrument som används mycket inom irländsk folkmusik och amerikansk folkmusik och även i stora delar av övriga Europa. Instrumentet består av två drygt decimeterlånga och 2–3 centimeter breda plattor av trä, ben eller horn som man håller mellan fingrarna i en hand och klapprar med, ungefär som när man spelar på skedar eller kastanjetter. Ofta används en uppsättning snatterpinnar som hålls i ena handen, men det förekommer även att man spelar en uppsättning snatterpinnar i varje hand, vilket gör att man kan åstadkomma mer avancerade rytmer. Snatterpinnarna är ibland i viss mån utskurna vid fingrarna för att kunna få bra fäste och annan ton. 
Snatterpinnar är generellt sett gjorda av antingen trä eller ben. De trämaterial som är vanligast och har bäst klang är hårda träslag såsom hickory. Det engelska namnet bones kommer från benmaterialet. 